# Morski patrol
Morski patrol (ang. Sea Patrol, 2007–2011) – australijski serial sensacyjny nadawany przez stację Nine Network od 5 lipca 2007 r. W Polsce nadawany przez stację Hallmark Channel od 2 stycznia 2008 r.

## Fabuła
Serial opowiada o załodze łodzi patrolowej HMAS „Hammersley”, klasy Fremantle, (od drugiego sezonu załoga otrzymuje nowszy patrolowiec, klasy Armidale), której zadaniem jest ochrona linii brzegowej i wód terytorialnych  Australii przed aktami terroru, złodziejami itp. W skład załogi wchodzą ludzie z Królewskiej Australijskiej Marynarki Wojennej, którzy są bardzo dobrze wyszkoleni i potrafią odnaleźć się w każdych warunkach.

## Obsada
- John Batchelor jako starszy bosman Andy „Charge” Thorpe – główny mechanik
- Saskia Burmeister jako kapitan marynarki Nikki „Nav” Caetano – nawigator
- Matthew Holmes jako starszy bosman Chris „Swain” Blake – oficer medyczny
- Lisa McCune jako kapitan marynarki Kate „XO” McGregor – pierwszy oficer
- Jay Ryan jako starszy marynarz Billy „Spider” Webb
- Kristian Schmid jako starszy marynarz Robert „RO” Dixon – radiooperator
- Ian Stenlake jako komandor porucznik Mike „CO” Flynn – kapitan okrętu
- Jeremy Lindsay Taylor jako bosman Pete „Buffer” Tomaszewski
- Christopher Stollery jako agent federalny Greg Murphy
- Sibylla Budd jako dr Ursula Morrell
- Pearl Tan jako agentka federalna Alicia Turnball
- Martin Lynes jako	Rick Gallagher
- Damien Garvey jako Carl Davies
- Monroe Reimers jako dr Poulos
- Daisy Betts jako Sally Blake
- Dajana Cahill jako Carly Walsman
- Josh Lawson jako starszy marynarz Toby „Chefo” Jones – kuk/ asystent oficera medycznego. Zastąpiony przez „Bomber” w drugim sezonie serialu.
- Kirsty Lee Allan jako Rebecca „Bomber” Brown – kuk/ asystent oficera medycznego, dołącza do załogi w miejsce „Chefo” Jonesa.
- David Lyons jako Mat Josh „E.T.” Holiday – elektryk/ elektronik
- Nikolai Nikolayeff jako Leo „2Dads” Kosov-Meyer – elektronik, dołącza do załogi po śmierci „E.T.”
- Kirsty Lee Allan jako Rebecca „Bomber” Brown – kuk/ asystent oficera medycznego
- Morgan O’Neill jako kapitan marynarki Darryl Smith
- Steve Bisley jako komandor Steve Marshall
- Tye Harper jako marynarz John Jaffah
- Steve Bastoni jako komandor porucznik Steve Coburn – kapitan okrętu, czasowo przejmuje „Hammersley” w czwartym sezonie serialu, po tym, jak dotychczasowy dowódca (Mike Flynn) zostaje awansowany i przeniesiony do sztabu NAVCOM.

## Spis odcinków
| Premiera odcinka | N/o | Polski tytuł               | Angielski tytuł               |
| ---------------- | --- | -------------------------- | ----------------------------- |
|                  |     |                            |                               |
| SERIA PIERWSZA   |     |                            |                               |
|                  |     |                            |                               |
| 02.01.2008       | 01  | Witamy na pokładzie        | Welcome Aboard                |
|                  |     |                            |                               |
| 03.01.2008       | 02  | Pod powierzchnią           | What Lies Beneath             |
|                  |     |                            |                               |
| 07.01.2008       | 03  | Duch przeszłości           | Ghost of Things Past          |
|                  |     |                            |                               |
| 08.01.2008       | 04  | Irukandji                  | Irukandji                     |
|                  |     |                            |                               |
| 09.01.2008       | 05  | W polu widzenia            | Under the Radar               |
|                  |     |                            |                               |
| 10.01.2008       | 06  | Drogocenny ładunek         | Precious Cargo                |
|                  |     |                            |                               |
| 14.01.2008       | 07  | Ratunku!                   | Rescue Me                     |
|                  |     |                            |                               |
| 15.01.2008       | 08  | Sztorm                     | Through the Storm             |
|                  |     |                            |                               |
| 16.01.2008       | 09  | Między młotem a kowadłem   | Under the Hammer              |
|                  |     |                            |                               |
| 17.01.2008       | 10  | Poza kontrolą              | Damage Control                |
|                  |     |                            |                               |
| 21.01.2008       | 11  | Chiński sekret             | Chinese Whispers              |
|                  |     |                            |                               |
| 22.01.2008       | 12  | Głębia                     | Deep Water                    |
|                  |     |                            |                               |
| 23.01.2008       | 13  | Godzina Cometh             | Cometh the Hour               |
|                  |     |                            |                               |
| SERIA DRUGA      |     |                            |                               |
|                  |     |                            |                               |
| 08.04.2009       | 14  | Psy wojny                  | The Dogs of War               |
|                  |     |                            |                               |
| 10.04.2009       | 15  | Odważnym szczęście sprzyja | Fortune Favours               |
|                  |     |                            |                               |
| 12.04.2009       | 16  | Porwanie                   | Takedown                      |
|                  |     |                            |                               |
| 13.04.2009       | 17  | Kapitanowie z niebios      | Heaven Born Captains          |
|                  |     |                            |                               |
| 14.04.2009       | 18  | Uznani za zmarłych         | Giving Up The Dead            |
|                  |     |                            |                               |
| 15.04.2009       | 19  | Ptaki                      | Birds                         |
|                  |     |                            |                               |
| 16.04.2009       | 20  | Ukryte plany               | Hidden Agendas                |
|                  |     |                            |                               |
| 20.04.2009       | 21  | Szklane serce              | Heart of Glass                |
|                  |     |                            |                               |
| 21.04.2009       | 22  | Linia cienia               | Shadow Line                   |
|                  |     |                            |                               |
| 22.04.2009       | 23  | Oficjalne obowiązki        | Rules of Engagement           |
|                  |     |                            |                               |
| 23.04.2009       | 24  | Wspaniała kariera          | A Brilliant Career            |
|                  |     |                            |                               |
| 27.04.2009       | 25  | Przyjaciele i wrogowie     | Friends Close, Enemies Closer |
|                  |     |                            |                               |
| 28.04.2009       | 26  | Najemnicy                  | Soldiers of Fortune           |
|                  |     |                            |                               |
| SERIA TRZECIA    |     |                            |                               |
|                  |     |                            |                               |
|                  | 27  |                            | Catch and Release             |
|                  |     |                            |                               |
|                  | 28  | Małpi biznes               | Monkey Business               |
|                  |     |                            |                               |
|                  | 29  | Chińskie lalki             | China Dolls                   |
|                  |     |                            |                               |
|                  | 30  | Transport broni            | Guns                          |
|                  |     |                            |                               |
|                  | 31  |                            | Ghost Net                     |
|                  |     |                            |                               |
|                  | 32  |                            | Oh Danny Boy                  |
|                  |     |                            |                               |
|                  | 33  | Okres połowicznego rozpadu | Half Life                     |
|                  |     |                            |                               |
|                  | 34  |                            | Red Sky Morning               |
|                  |     |                            |                               |
|                  | 35  | Perły przed wieprze        | Pearls Before Swine           |
|                  |     |                            |                               |
|                  | 36  |                            | Safeguard                     |
|                  |     |                            |                               |
|                  | 37  | Tajny ładunek              | Secret Cargo                  |
|                  |     |                            |                               |
|                  | 38  | Czarne złoto               | Black Gold                    |
|                  |     |                            |                               |
|                  | 39  | Czerwona Rafa              | Red Reef                      |
|                  |     |                            |                               |